# Palácio de Ixaque Paxá
O palácio de Ixaque Paxá (em turco: İshak Paşa Sarayı) é um palácio semiarruinado e complexo administrativo localizado no distrito de Doubeiazete, na província de Are, no leste da Turquia. A estrutura compreende casas de banho (hamame), uma mesquita e um harém.

## História
A construção do palácio foi iniciada em 1685 pelo bei Jolaque Abdi Paxá Jildirogulari (Cildirogullari), uma família de paxás hereditários relacionados à casa de Jaqeli. A construção foi continuada por Ixaque Paxá, um descendente de Abdi Paxá, que daria seu nome ao palácio e se tornou o paxá de Chelder de 1790 a 1791. De acordo com a inscrição em sua porta, a seção do harém foi concluída por Ixaque em 1784. O palácio foi danificado por um terremoto em 1840 e por algum tempo abandonado, mas parcialmente restaurado nos próximos 20 anos. Foi novamente danificado durante a guerra Russo-Turca de 1877–1878. A estrutura foi posteriormente usada pelos russos e durante a Primeira Guerra Mundial, quando foi danificada por tiros. Em 1956, foi parcialmente restaurado pelo governo turco. Em 2000, foi inscrito na lista provisória da UNESCO do Patrimônio Mundial.